# Château d'Yquem

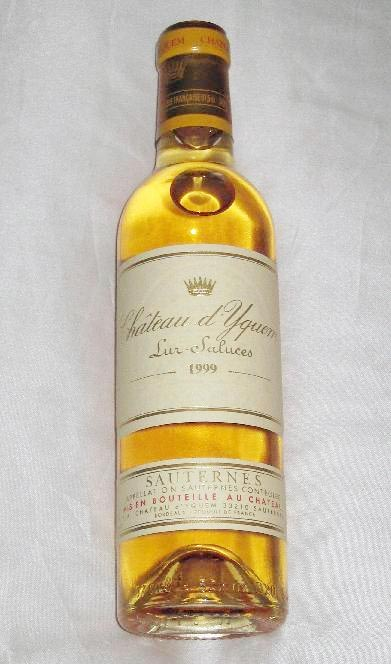
En halvflaska Château d'Yquem 1999.

Château d'Yquem [shatå' dike'm] är ett slott från 1400-talet i kommunen Sauternes i södra delen av vinregionen Bordeaux.

## Vinet
Slottet är känt för sitt vita söta vin med samma namn, ett av världens mest exklusiva och dyra viner. Inför världsutställningen i Paris 1855 klassades vinet som Premier cru supérieur, den högsta nivån av tre för klassificerade Sauternesviner, och det enda i denna klass.
Château d'Yquem låter druvorna angripas av ädelröta, vilket gör att druvorna torkar ut och därmed blir mer koncentrerade. När druvmusten sedan jäser innehåller det så mycket socker att jästsvamparna dör innan vinet fått jäsa ut. Det ger ett sött, kraftullt och mycket smakrikt vin. På grund av ädelrötan får druvorna mycket olika mognadsgrad, varför skörden sker uppemot 10-12 gånger per säsong. Slottet har på grund av ädelrötan ett extremt lågt skördeuttag. Druvorna på en ranka räcker till endast ett glas färdigt vin. Vid dåliga år avstår slottet helt från att producera Château d'Yquem; detta har skett åren 1910, 1915, 1930, 1951, 1952, 1964, 1972, 1974 och 1992.
Våren 2007 bestämde sig Nils Stormby för att avyttra sin vinsamling av bland annat Château d'Yquem; auktionen av Stormbys vinsamling genomfördes 28 september 2007 av Zachys i New York och 148 av posterna utgjordes av Château d'Yquem av årgångarna 1858–2001. Dyrast i auktionen blev två poster om vardera tolv helflaskor Château d'Yquem 1945 som gick för 178 500 amerikanska dollar vardera, cirka 1 160 000 kronor, eller knappt 97 000 kronor per flaska.  

## Galleri

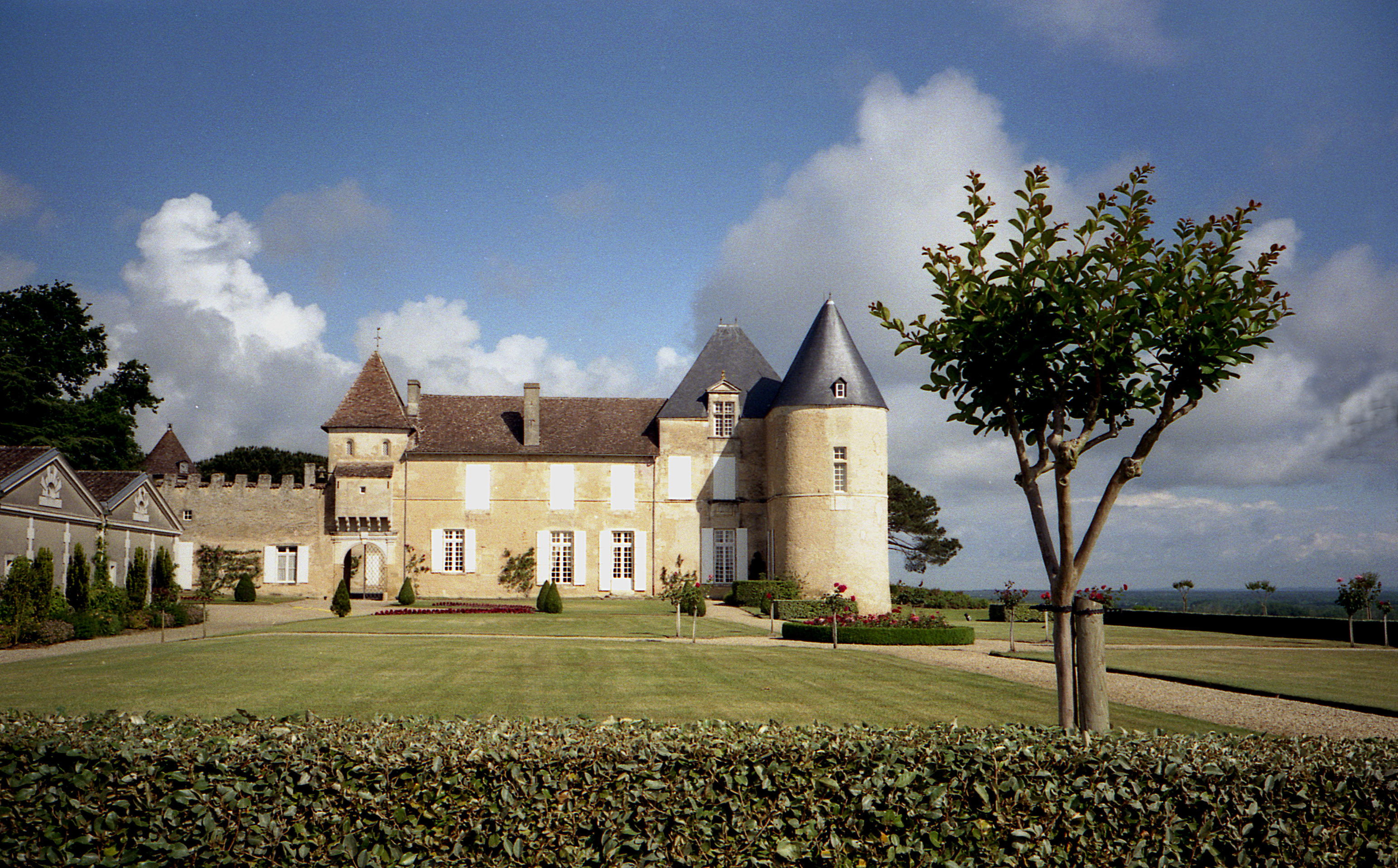
Slottet Château d'Yquem.
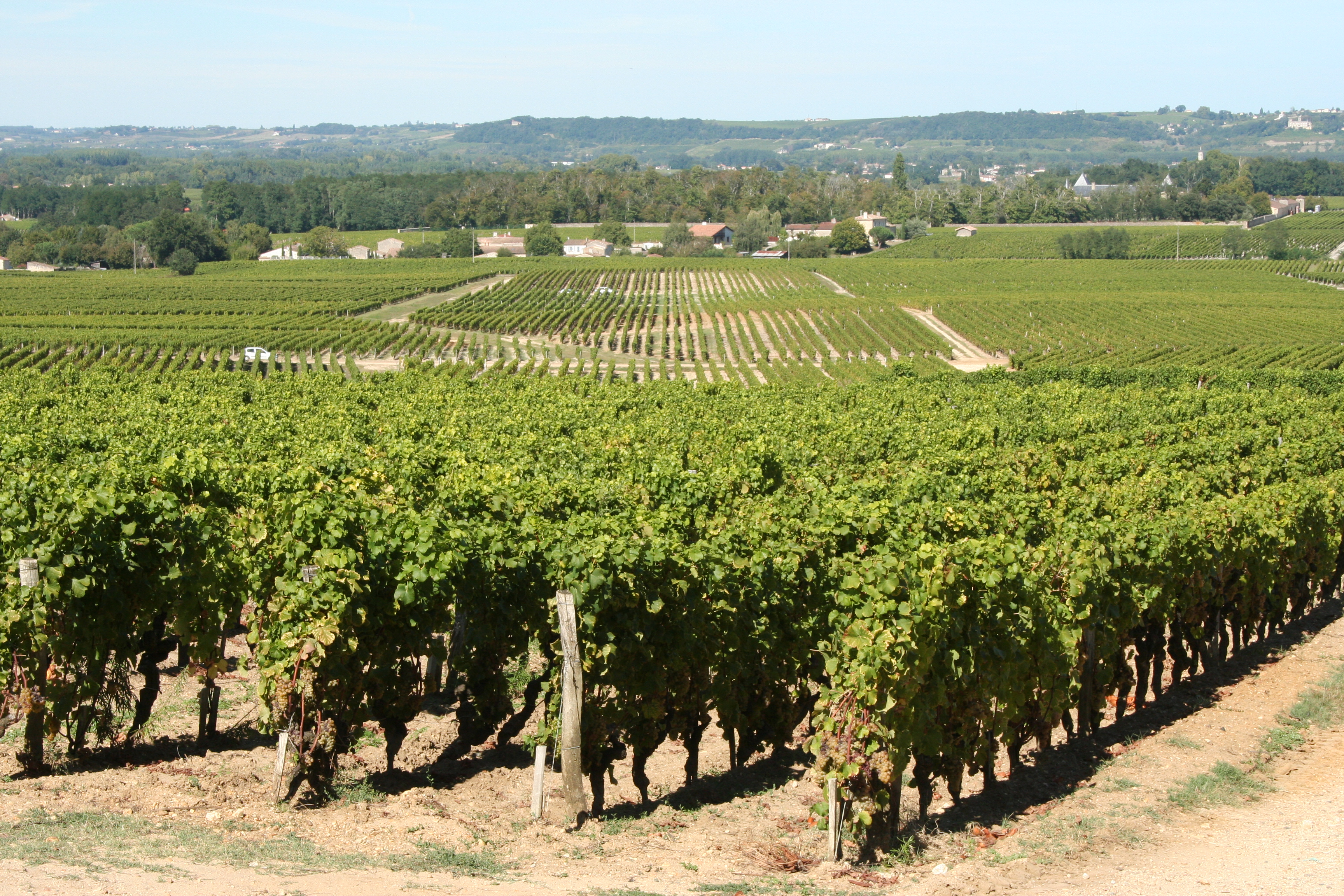
Château d'Yquems vingård.